# Charles Minthorn Murphy
Pour les articles homonymes, voir Charles Murphy et Murphy.

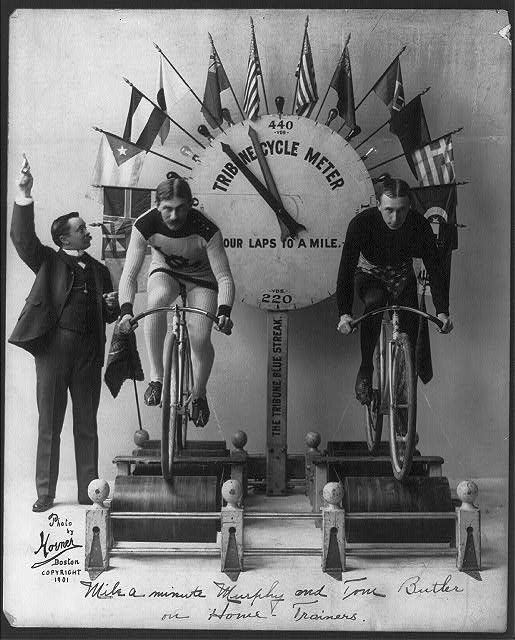
« Mile-a-Minute Murphy » avec Tom Butler (à droite), lors d'une course sur des vélos d'appartement.

Charles Murphy, policier volant

Charles Minthorn Murphy, connu comme Charly 'Mile-a-Minute' Murphy, né en octobre 1870 à Brooklyn à New York et mort le 17 février 1950 à Jamaica à New York, est un coureur cycliste américain, détenteur de plusieurs records.  
Murphy est le premier cycliste à passer sous la minute sur le mile, ce qui lui a valu le surnom de « Mile-a-Minute Murphy ».

## Biographie
Charles Murphy travaille comme vendeur dans un magasin de vélos jusqu'à ce qu'il devienne lui-même cycliste. 
En 1891, il remporte le championnat américain en tandem et remporte d'autres championnats. En 1895, il détient sept records du monde et 17 records nationaux. 
En 1896, Murphy fait une tournée en Europe. Il arrive, fin mai, à Paris avec Earl Kiser et Harry Wheeler,,.
Son grand objectif est cependant d’établir un nouveau record de vitesse derrière un train, le véhicule le plus rapide dans les années 1890. Pendant dix ans, il essaye de convaincre différentes compagnies ferroviaires de son idée, jusqu'à ce que finalement, en 1899, Hal B. Fulberton de la Long Island Rail Road accepte de le faire. Le 30 juin de cette année-là, après deux tentatives infructueuses, il réalise son spectaculaire record, sur un vélo Blue Streak Tribune,  derrière une locomotive avec un wagon de voyageur, parcourant un mile en 57,80 secondes (100,24 km/h). Pour la tentative de record de Murphy, la piste entre Farmingdale et Babylon est  recouverte de planches de bois dur et un panneau est fixé à l'arrière du wagon pour le protéger,.  Le record a tenu jusqu'en 1924, lorsque Gustave Ganay l'a battu derrière une voiture de course lors d'une tentative de record à Daytona Beach. 
Charles Murphy s'est ensuite produit dans des cirques et des spectacles de variétés,, faisant du vélo d'exercice contre une fausse locomotive. Il participe à une tournée sur le circuit Keith Vaudeville. Il fait même un show avec Major Taylor dans une course sur home-trainer et aussi avec Tom Butler.
Au printemps 1902, avec son frère ainé William, lui aussi coureur,  il construit une moto à vapeur, avec laquelle ils prévoyaient d'établir un record du mile en ligne droite,.
Après avoir mis fin à sa carrière cycliste en 1900, Murphy devient policier à New York. Il est félicité quatre fois et cité à comparaître cinq fois,. Il serait le premier policier au monde à piloter un avion et le premier à New York à conduire une moto en uniforme. Il a trois accidents, dont deux graves. Le premier a  lieu en 1914, ce qui le tient éloigné des terrains pendant un certain temps. Le second, le 19 septembre 1915, lorsqu'il percute une voiture de tourisme qui le poursuit, il est éjecté de sa moto et la voiture lui passe sur les jambes, mais il n'est pas grièvement blessé. Le dernier a lieu le 3 septembre 1916, se cassant une jambe en trois endroits après une collision avec une automobile sur le pont de Manhattan. Ce dernier accident le contraint à prendre sa retraite de la police de New York, le 29 janvier 1917. Après deux autres accidents en service, il doit démissionner en 1917.
En 1948, Charles Murphy doit être amputé d'une jambe à cause de la gangrène ; En 1950, il meurt des suites du diabète .

## Hommage
En 1991, Murphy a été intronisé au Temple de la renommée du cyclisme aux États-Unis .